# Rosemary Mbabazi
Rosemary Mbabazi est une femme d'affaires et femme politique rwandaise. Elle est ministre de la Jeunesse depuis 2017.

## Biographie
Elle est titulaire d'un baccalauréat universitaire en éducation, obtenu à l'université Makerere (Ouganda) et d'une maîtrise en administration des affaires obtenue au Royaume-Uni.
De 2009 à 2011, elle est chef du département de promotion des investissements du Rwanda Development Board. En 2011, elle est nommée dirigeante de l'hôtel Umubano et présidente de Soprotel, une coentreprise gouvernementale rwando-libyenne. En février 2012, elle devient secrétaire permanente au sein du ministère de la Jeunesse et des TIC, poste qu'elle occupe jusqu'en février 2017, date à laquelle elle est mutée au ministère du Commerce, de l'Industrie et des Affaires de la Communauté est-africaine (MINEACOM). en tant que secrétaire permanente.
Lors du remaniement ministériel du 31 août 2017, elle est nommée ministre de la Jeunesse (le ministère ne compte désormais plus le portefeuille des technologies de l'information et de la communication).

## Source
- (en) Cet article est partiellement ou en totalité issu de l’article de Wikipédia en anglais intitulé « Rosemary Mbabazi » (voir la liste des auteurs).